# 31635 Anandarao
31635 Anandarao este un asteroid din centura principală de asteroizi.

## Descriere
31635 Anandarao este un asteroid din centura principală de asteroizi. A fost descoperit pe 7 aprilie 1999 la Socorro, New Mexico, în cadrul proiectului LINEAR. Asteroidul prezintă o orbită caracterizată de o semiaxă mare de 2,91 ua, o excentricitate de 0,01 și o înclinație de 3,7° în raport cu ecliptica.